# La contesa dei numi

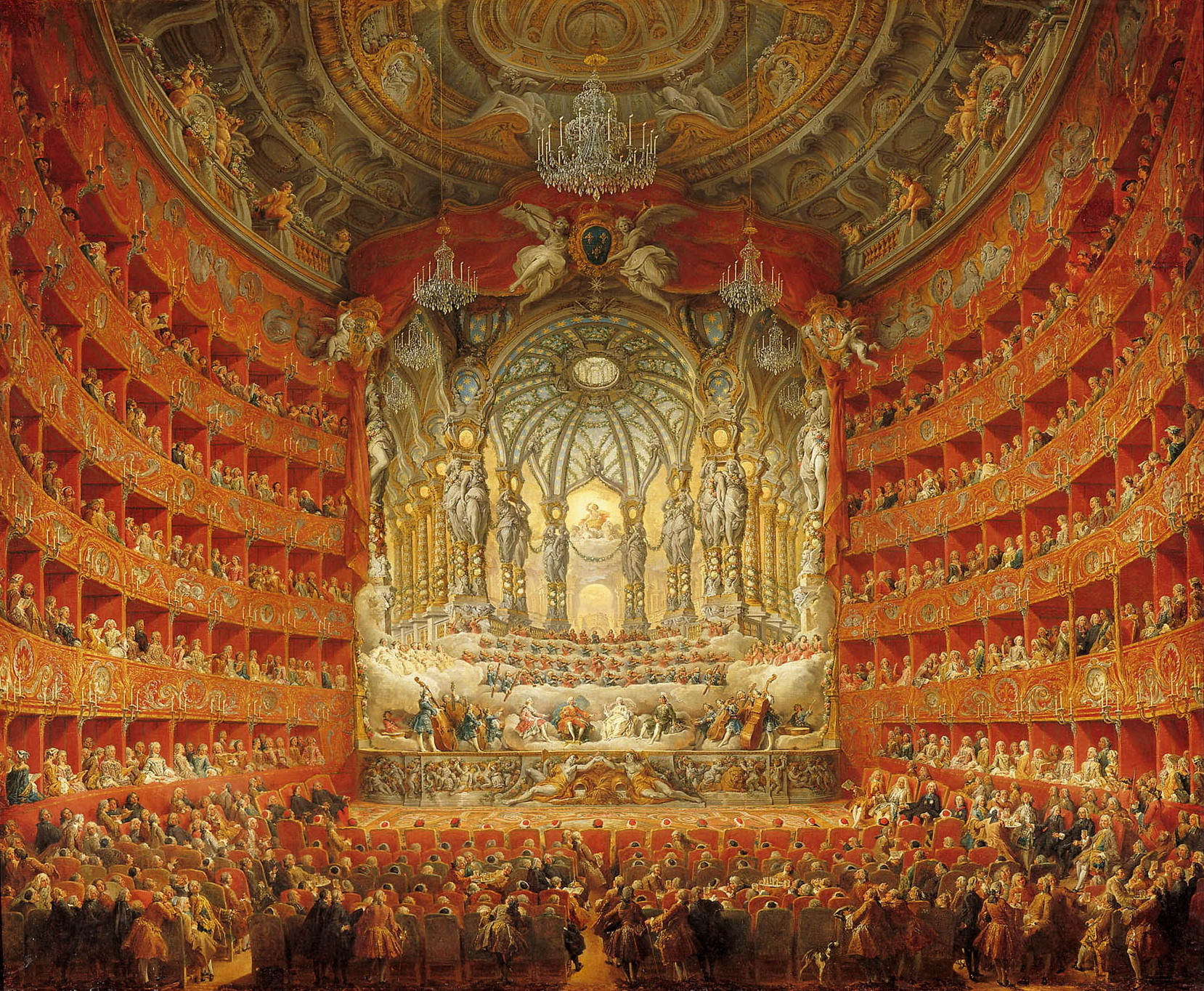
Fête musicale donnée par le cardinal de La Rochefoucauld pour le mariage du Dauphin (1747), de Giovanni Paolo Panini, Musée du Louvre.

La contesa dei numi, ou La contesa de’ numi (La Dispute des dieux) est un livret d'une composition dramatique en deux actes de Pietro Metastasio (Métastase),. Il a été mis en musique la première fois par Leonardo Vinci et représenté à Rome les 25 et 26 novembre 1729 pour la naissance du Dauphin de France dans la cour du Palazzo Altemps,. Une autre version musicale a été composée ensuite par Gluck en 1749, pour célébrer la naissance de l'héritier du trône du Danemark, le futur Christian VII.

## Argument

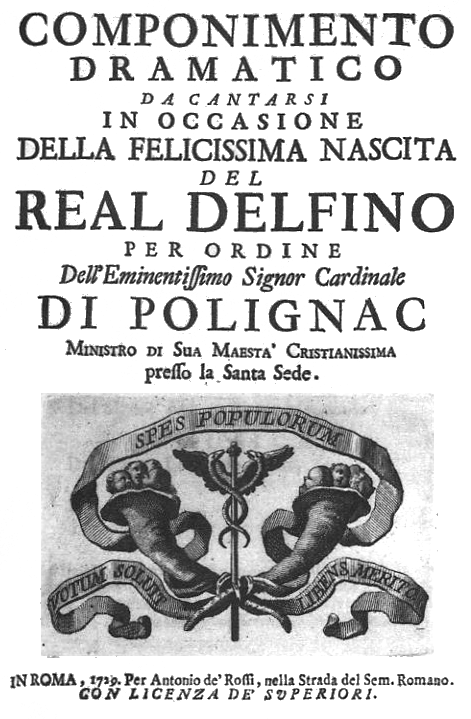
Première de couverture du livret, musique de Leonardo Vinci, Rome, 1729

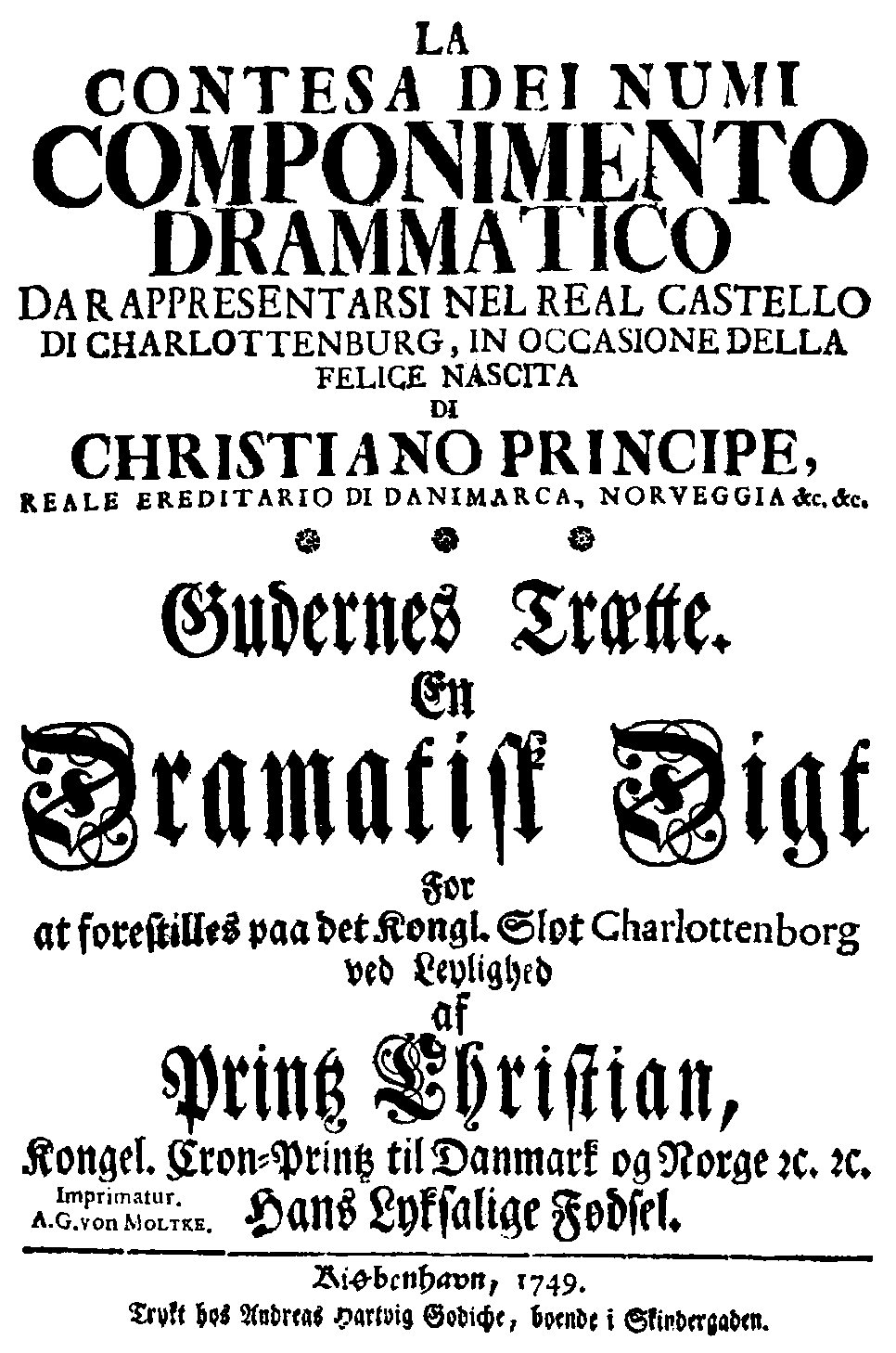
Première de couverture du livret, musique de Gluck, Copenhague, 1749

L'argument est typique de ceux en  vogue pour les sérénades des années 1730-1740. Il s'agit d'un dispute entre les dieux de l'Olympe qui présentent leurs points de vue sous l'arbitrage de Jupiter. Ces divinités ont un caractère plus allégorique que mythologique. Ce n'est pas l'antiquité mythique qui est ici représentée, mais plutôt différents points de vue d'une conversation à caractère moral. Les différents dieux représentent chacun une vertu particulière, ainsi Mars représente la guerre, Apollon la création poétique, Minerve la science et Vénus l'amour. En outre, il y a des figures purement allégoriques telles que la paix, le destin, l'éternité, la gloire, la vertu, le temps, la vérité ou le mérite. Une fois que tout le monde a exprimé son point de vue, c'est à Jupiter de déterminer qui est le gagnant. Chez Métastase, le verdict final évoque le jugement de Salomon. Ici, pas une seule divinité ne l'emporte sur les autres, mais un compromis final se dessine dans une forme festive de réconciliation générale. Cela ressemble quelque peu aux oratorios spirituels du siècle précédent, dans lesquels, cependant, c'étaient des figures bibliques que l'on représentait au lieu de figures mythologiques.
Le devoir à accomplir de la part du vainqueur n'est que vaguement décrit. Il s'agit du droit de « prendre soin » du Dauphin (en italien : cura). L'intérêt principal de Métastase n'est pas la formation du futur roi, mais plutôt d'offrir à chaque divinité un moyen de présenter ses propres mérites. Il n'y a pas de séparation claire sous la forme d'un développement logique du contenu d'une action dramatique dans les deux parties de l'œuvre de Métastase. Le second acte est plus court et consiste essentiellement en une répétition du premier, les divinités se produisant cependant dans un ordre différent.

### Premier acte
Le Mont Olympe est dans la tourmente. Les dieux Mars, Apollon et Astrée et les deux allégories la Paix et le Destin discutent âprement. Jupiter, qui prépare la célébration de la naissance de Dauphin, s'interroge avec colère sur la cause du différend. Les dieux déclarent qu'ils ne peuvent pas s'entendre sur lequel d'entre eux doit prendre soin du rejeton de la famille royale. Jupiter laisse les dieux présenter leurs mérites. Ils rendent donc hommage au roi et à la reine de France sous forme de différents airs d'Apollon, de la Paix, de Mars, d'Astrée et du  Destin. Apollon rapporte qu'il a révélé aux Gaulois les secrets de l'Égypte ancienne et a élevé le théâtre français à la hauteur de celui des Grecs. La Paix affirme qu'elle a créé les conditions de base pour l'épanouissement des beaux-arts et des métiers. Mars explique que c'est seulement grâce à sa protection en temps de guerre contre les barbares que la stabilité a pu être possible et que la poésie a pu donner libre cours à son inspiration. Astrée évoque sa montée aux cieux après le premier âge d'or et son retour sur terre pour le bien des Bourbons, afin de poursuivre le nouvel âge d'or qui fleurit sous le règne de Louis, pour le continuer sous le jeune Dauphin. Le Destin, comme l'a fait Astrée pour le roi, a protégé l'accouchement de la reine en soutenant l'intervention de la déesse Lucine. Après tous ces discours, Jupiter décide de reporter sa décision et laisse les dieux exprimer leur joie à propos de la naissance de l'enfant royal dans le chœur final de ce premier acte,.

### Second acte
Dans la deuxième partie, Mars, la Paix, le Destin, Astrée et Apollon démontrent l'un après l'autre ce que le prince apprendrait d'eux. Mars veut faire du prince un héros guerrier. La paix veut lui assurer une éducation morale et intelligente dans la conscience des legs du passé. Le Destin veut lui assurer un succès durable, aussi bien dans la guerre que dans la paix. Astrée veut lui enseigner un jugement juste, afin que, comme Hercule, il puisse vaincre le mal, effectuer son devoir d'état et maintenir l'ordre. Enfin Apollon veut lui insuffler le désir de suivre les traces de ses ancêtres, accomplissant leur devoir, afin qu'ils deviennent eux aussi, les sujets de la poésie. Il s'agit donc d'équilibrer toutes ces forces de proposition apparemment contradictoires. L'éducation du prince serait difficile si l'on laissait Mars s'en occuper seul. La Paix pourrait en adoucir la férocité, et Astrée pourrait freiner la fugacité du Destin. Les dieux devraient donc se déplacer tous ensemble vers le Royaume des Gaulois. Le second acte se termine lui aussi par un chœur plein d'entousiasme,.

## Histoire
Métastase a écrit entre 1720 et 1723 quatre sérénades à Naples : Angelica, Endimione, Gli orti esperidi et La Galatea. Ensuite, il se détourne de ce genre pour écrire des livrets d'opéra, dont Didone abbandonata (Naples, 1724), Siroe (Venise, 1726) et Catone in Utica (Rome, 1728). En 1729, le cardinal de Polignac, ambassadeur de Louis XV à Rome, lui commande un « componimento drammatico », afin de fêter la naissance du Dauphin dans le but de faire rayonner l'influence française à Rome, dont le pape était plus proche de la Maison d'Autriche. C'est ainsi que naît La contesa de’ numi. Le cardinal est mis au courant de cette naissance à la mi-septembre 1729 et reçoit des instructions de France pour organiser des festivités. Celles-ci sont prévues pour la fin du mois de novembre, lorsque les cardinaux, les prélats et la noblesse de Rome sont tous retournés de leurs campagnes pour passer l'hiver dans la Cité éternelle. Une autre raison de ce retard est le manque de personnel d'opéra, identique à celui du Teatro delle Dame pour la saison du carnaval 1730. Leonardo Vinci est alors l'un des deux impresarios du théâtre et a dû composer les deux opéras de cette saison du carnaval. La production a donc probablement été effectuée en coopération avec le théâtre.

### Mise en musique de Leonardo Vinci

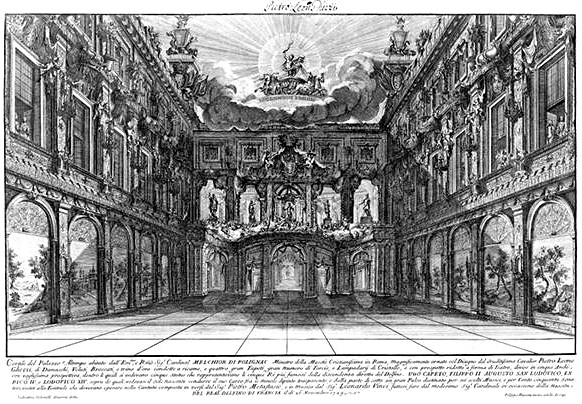
Gravure de la cour du Palazzo Altemps, Filippo Vasconi d'après Salvatore Colonelli Sciarra, Rome, 1729

Les festivités en l'honneur de la naissance du Dauphin comprennent des jeux de lumière, une messe solennelle avec Te Deum en l'église Saint-Louis-des-Français, des courses de chevaux et un feu d'artifice lancé place Navone. La sérénade de Vinci est jouée à trois reprises dans la cour du Palazzo Altemps qui se trouve au nord de la place Navone. Après une répétition costumée le 18 novembre, le spectacle en plein air, initialement prévu pour le 21 novembre, doit être reporté en raison de fortes pluies. Les représentations ont lieu finalement le 25 et le 26 novembre. Les chanteurs sont Giovanni Carestini, Giacinto Fontana - plus connu sous le nom de « Farfallino » - Raffaele Signorini, Domenico Ricci, Giuseppe Appiani (de) et Francesco Tolve. On peut en lire les rapports dans le Diario di Roma de Francesco Valerio (mentions entre le 18 et le 30 novembre 1729), dans le Diario Ordinario del Chracas (n° 1920 du 26 novembre et n° 1924 du 3 décembre 1729)  et dans le Mercure de France. Ce dernier publie en décembre 1729 un article intitulé Réjouissances faites à Rome, par le Cardinal de Polignac (pp. 3125-3143). La scénographie est également décrite en détail. Elle a été effectuée par Pier Leone Ghezzi, protégé du cardinal de Polignac. Elle est représentée dans une gravure de Filippo Vasconi d'après Salvatore Colonelli Sciarra. Un tableau de Giovanni Paolo Panini (1747) montre aussi une représentation de la contesa dei numi qui a été donnée dix-huit ans plus tard au Teatro Argentina pour le mariage du même Dauphin avec la princesse Marie-Josèphe de Saxe. Ce tableau est intitulé Fête musicale donnée sur les ordres du cardinal de La Rochefoucauld au théâtre Argentina de Rome le 15 juillet 1747 à l’occasion du second mariage de Louis, Dauphin de France et fils de Louis XV, avec Marie-Josèphe de Saxe. En raison d'une fausse datation et de la similitude de la description du Mercure de France, ce tableau a longtemps eu pour titre Concert donné  Rome le 26 novembre 1729 pour la naissance du Dauphin de France. Or il est visible que cette séance a lieu dans un théâtre et non en plein air comme cela a été le cas pour les représentations de 1729. De plus on remarque quatre dieux dans les représentations de 1747 et non six ; en outre les costumes de l'assistance expriment une mode différente de celle des années 1720. Les grandes similitudes dans les installations et la scénographie suggèrent que les décorations et les costumes de 1729 ont été utilisés à nouveau ici. Il est hautement probable que Pannini avait déjà assisté à la représentation de 1729, car il était proche du cardinal de Polignac à l'époque.
Vinci à la différence de la plupart de ses œuvres fait jouer ici un orchestre en plus grand nombre. Plus de la moitié des mouvements utilisent des instruments à vent, et dans trois airs, la symphonie d'introduction et le chœur final, l'orchestre complet est utilisé avec des hautbois, des trompettes et des cors. Il est possible que la cause en soit parce que les premières représentations de 1729 devaient être jouées en plein air. Concernant les œuvres de Vinci, mis à part Artaserse, c'est pour La contesa dei numi que le plus grand nombre de manuscrits de la partition ont été préservés jusqu'à aujourd'hui.

### Mise en musique de Gluck
En 1748, Gluck voyage à travers l'Europe avec sa troupe d'opéra itinérante. Fin novembre, ils arrivent à Copenhague à l'invitation de la cour danoise. Gluck y travaille comme chef d'orchestre et artiste de concert. Il compose lui aussi pour la naissance de l'héritier du trône danois (futur Christian VII) La contesa de’ numi (Wq. 14) d'après le texte de Métastase, légèrement adapté par le poète Thomas Clitau pour remplacer les allusions aux Gaulois par les Danois et la Maison d'Oldenbourg. Les répétitions commencent en février 1749 et la première représentation a lieu le 9 avril au palais de Charlottenborg, où la reine apparaît pour la première fois en public après cette naissance. Jupiter et Mars sont chantés ici par des ténors, Apollon par un contreténor et les trois autres rôles par des sopranos.
Chacune des deux parties commence par une ouverture en un mouvement, qui commence par un récitatif accompagné par l'orchestre. Ensuite, chaque divinité a un air en solo, et la partie se termine par un chœur d'ensemble. Max Arend a fait une longue description de la musique dans sa biographie de Gluck de 1921.

## Époque contemporaine
- Christoph Willibald Gluck :
  - 1998 : représentations à l'Opéra royal danois. Les chanteurs sont Jonny Van Hall (Jupiter), Niels Jørgen Riis (Mars), Hanne Fischer (Apollon), Karti Hamnøy (Astrée), Djina Mai-Mai (la Paix) et Henriette Bonde-Hansen (la Fortune)[10].
- Leonardo Vinci :
  - 1999 : représentations au Palazzo Altemps avec le Concerto Italiano sous la direction de Rinaldo Alessandrini[4].